# Ghiacciaio Alyabiev
Il ghiacciaio Alyabiev è un ghiacciaio lungo circa 10 km situato sull'isola Alessandro I, nella Terra di Palmer, in Antartide. In particolare, il ghiacciaio, il cui punto più alto si trova  a cirica 200 m s.l.m., è situato 5 km a ovest del ghiacciaio Arensky, sulla penisola Beethoven e fluisce verso sud partendo dal picco Gluck fino ad arrivare all'insenatura di Boccherini, andando ad alimentare la piattaforma glaciale Bach.

## Storia
Il ghiacciaio Alyabiev fu così chiamato, nel 1987, dall'Accademia sovietica delle scienze in onore del compositore russo Aleksandr Aleksandrovič Aljab'ev (1787-1851).